# Spanische Sauce

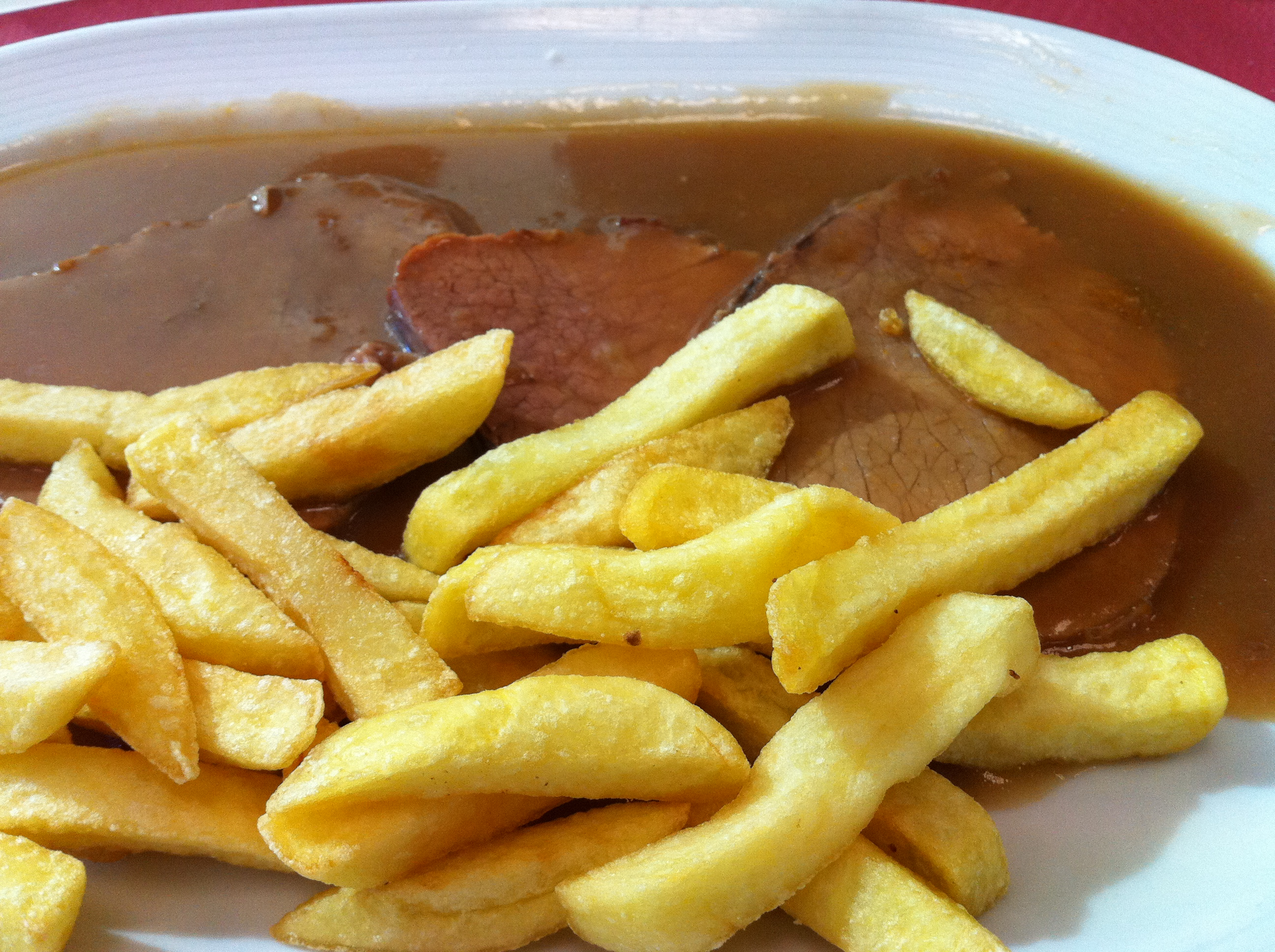
Spanische Sauce

Als Spanische Sauce (frz. sauce espagnole) bezeichnet man eine dunkle Sauce. Ursprünglich war sie die Braune Grundsauce der klassischen Küche. Wegen des Aufwandes der Zubereitung gilt sie als nicht mehr zeitgemäß.

## Zubereitung
Als Basis verwendet man entfetteten Braunen Fond (Fond brun), der mit einer braunen Mehlschwitze gebunden wird. Dazu gibt man angebratenes Röstgemüse, das mit Weißwein deglaciert wurde, frische Tomaten und ein Kräuterbündel. Die Flüssigkeit wird mehrere Stunden ausgekocht, währenddessen der sich bildende Schaum abgeschöpft wird. Abschließend wird die Sauce entfettet und passiert. Sie wird als eigenständige Sauce und als Basis für verschiedene Ableitungen und Varianten verwendet.

## Varianten
Im Kochkunstführer von Auguste Escoffier wird beschrieben, dass die Sauce aus Braunem Fond, Mehlschwitze und Röstgemüse (Mirepoix) zubereitet wird. Bei dessen Herstellung wird dieses mit Speck zubereitet. Die aufwendige Zubereitung geht über mehrere Schritte während zweier Tage. Im ersten Schritt wird die Sauce drei Stunden gekocht, passiert und dabei ein Teil des Gemüses vorsichtig durch das Sieb gepresst. Anschließend wird mit braunem Fond aufgefüllt und zwei weitere Stunden gekocht. Die Sauce wird dann passiert und abgekühlt. Am Folgetag mischt man die Sauce erneut mit Braunem Fond und frischen Tomaten oder Tomatenmark. Dies wird nochmals eine Stunde unter ständigem Rühren gekocht. Abschließend wird die Sauce durch ein feinmaschiges Passiertuch gesiebt und man lässt sie abermals abkühlen.